# Oeneis solanicovi
Oeneis solanicovi är en fjärilsart som beskrevs av Yuri Petrovich Korshunov och Victor Pavlovich Solyanikov. Oeneis solanicovi ingår i släktet Oeneis och familjen praktfjärilar. Inga underarter finns listade i Catalogue of Life.